# Terrier escocès
El Terrier escocès o Scottie és una raça de gos que forma part del grup dels Terriers. És coneguda pel seu característic perfil i la seva gran lleialtat.

## Descripció
El Terrier escocès o Scottie és un terrier petit però resistent. Els Scottie són ràpids i tenen un cos bastant musculós, el que els converteix en gossos extremadament pesats per a la grandària que tenen. Existeixen diferents varietats de color de pèl com el negre, blat (en diferents tonalitats) i el Brindle (atigrat), cal ressaltar que els Scottish Terrier de color Brindle presenten el pèl més dur. Una de les seves característiques més cridaneres és la gran longitud del seu musell si ho comparem amb la mida del seu rostre. Aquest fet li confereix una mandíbula poderosa i és molt normal que els cadells, que no presenten aquesta característica de forma acusada, es queixin quan comenci el seu ràpid desenvolupament cap al musell adult. La seva silueta més característica resulta quan està concentrat o en alerta i manté el pit cap endavant i la cua completament estirada cap amunt.

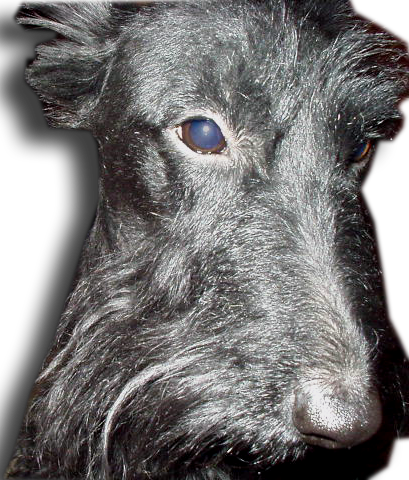
El seu llarg musell és la principal característica d'aquesta raça.

## Història
Van ser criats originalment a Escòcia (el seu nom original va ser el d'Aberdeen Terrier) al començament del segle xviii, però havien aconseguit la seva grandària i forma abans del 1890. Els Scottie són "cavadors naturals", com altres terriers, el nom deriva de la mateixa arrel de "terre", "terra" en francès. Els Scottie van ser criats originalment per buscar teixons a les muntanyes d'Escòcia. També els van criar amb les cues fortes de manera que els seus amos poguessin tirar d'elles per treure els seus gossos dels forats cavats.

## Scottie famosos
"Fala" va ser el "Scottie" del president Franklin Delano Roosevelt que va viure a la casa blanca als EUA, i "Barney" i "Miss Beazley" pertanyien al President George W. Bush. "Burly" va ser el "Scottie" de Hitler i Eva Braun.